# FC Unirea Urziceni
Unirea Urziceni je profesionální fotbalový klub z města Urziceni v Rumunsku. Byl založen v roce 1954 a v současnosti hraje Ligu I, nejvyšší rumunskou fotbalovou soutěž. Nejlepšího výsledku dosáhl klub v sezóně 2008/09, kdy získal rumunský titul a zajistil si start v dalším ročníku Ligy mistrů.

## Historie
Prvním sportovním klubem v Urziceni byl fotbalový klub "Ialomița", který hrál zápasy proti týmům z měst Ploiești, Buzău a Slobozia. V roce 1976 byl postaven stadion Tinertului, který je domácím stadionem Unirei dodnes. Prvním úspěchem klubu bylo osmifinále rumunského poháru v roce 1988. V sezóně 1988/89 skončil klub druhý ve třetí lize, ale nedokázal vyhrát rozhodující kvalifikační zápas o postup do druhé ligy. V roce 2002 změnil klub majitele, tím se stala společnost Valahorum. Ta vyměnila celé vedení klubu a také rozšířila stadion na současných 7 000 míst k sezení. V roce 2003 potom klub poprvé postoupil do druhé ligy.

## Současnost
V roce 2006 dosáhla Unirea do té doby největšího úspěchu, když postoupila do nejvyšší soutěže. Klub ve své premiérové sezóně v nejvyšší soutěži (2006/07) skončil na desátém místě, navíc jeho řady rozšířil bývalý rumunský reprezentant Dan Petrescu. V následující sezóně už si vedla Unirea mnohem lépe, skončila na pátém místě a navíc se dostala do finále rumunského poháru. Tím si zajistila účast v dalším ročníku poháru UEFA. V prvním kole poháru UEFA však klub vypadl, když prohrál celkově 0:2 s Hamburger SV. Nicméně jeho premiérový zápas byl považován za úspěch, když na půdě německého soupeře dokázala Unirea uhrát bezbrankovou remízu.
Sezóna 2008/09 pro klub skončila velkým úspěchem, když získal první historický mistrovský titul. Ten získal po pouhém tříletém působení v nejvyšší soutěži, s mnoha neznámými hráči a menším rozpočtem než jeho slavnější konkurenti. Klub si tím také zajistil účast v dalším ročníku Ligy mistrů, vůbec první v klubové historii. Unirea nemusí projít systémem předkol, protože díky národnímu koeficientu Rumunska je mistr nasazen přímo do skupiny. Díky malému klubovému koeficientu je však jisté, že Unirea bude nasazena ve čtvrtém koši a všichni její soupeři tak budou papírově silnější. Domácí zápasy v Lize mistrů bude hrát na stadionu Stadionul Steaua, domácím stadionu Steauy Bukurešť, jelikož stadion Tinertului nevyhovuje požadavkům UEFA.

## Úspěchy

### Domácí
Liga I:
- Vítěz (1): 2008/09

Rumunský fotbalový pohár:
- Vítěz (0):
- Finalista (1): 2007/08

### Evropské poháry
Liga mistrů UEFA:
- Účast ve skupinové fázi: 2009/10